# Douglas TBD Devastator
Il Douglas TBD Devastator fu un bombardiere-aerosilurante imbarcato monomotore ad ala bassa sviluppato dall'azienda statunitense Douglas Aircraft Company negli anni trenta.
Portato in volo per la prima volta nel 1935, entrò in servizio nel 1937 impiegato dalla United States Navy, la marina militare statunitense, durante i primi mesi della guerra del Pacifico, in quel periodo il più moderno aerosilurante in dotazione all'USN e, probabilmente, del mondo. Tuttavia, la grande rapidità nello sviluppo della tecnologia in campo aeronautico lo rese ben presto superato.
Durante la battaglia delle Midway i Devastator vennero quasi totalmente abbattuti dai caccia giapponesi, tanto che fu ritirato dal servizio subito dopo venendo sostituito dal più efficace Grumman TBF Avenger.

## Storia del progetto
Nei primi anni trenta la U.S. Navy, avendo in previsione di sostituire i bombardieri imbarcati in servizio sulle proprie portaerei con dei modelli più recenti, emise una specifica alla quale risposero numerose aziende aeronautiche statunitensi con dei progetti preliminari. Per la seconda fase del concorso la commissione esaminatrice della marina scelse tra tutti i più promettenti, tra i quali quello proposto dalla Douglas, decretandoli vincitori ed invitandoli a realizzare dei prototipi atti alla valutazione in condizioni operative. Gli altri progetti giudicati interessanti includevano i Great Lakes XB2G, Great Lakes XTBG, Grumman XSBF, Hall XPTBH e Vought XSB3U, che non riuscirono a superare la fase di prototipo, mentre il Northrop BT-1, evolutosi poi nel Douglas SBD Dauntless, il Brewster SBA (come Naval Aircraft Factory SBN), il Douglas TBD Devastator ed il Vought SB2U Vindicator vennero avviati alla produzione in serie.
L'XTBD, il suffisso "X" (experimental) nella sigla era identificativa dei modelli sperimentali, che volò per la prima volta il 15 aprile 1935, era un progetto sicuramente innovativo e tecnologicamente avanzato, tanto da considerarlo rivoluzionario, che segnò una serie di primati per la U.S. Navy: fu il primo monoplano basato su una portaerei ad essere ampiamente utilizzato, così come il primo modello imbarcato di costruzione interamente metallica, il primo ad includere una cabina di pilotaggio completamente chiusa ed il primo che adottava, per il ripiegamento delle ali, un impianto ad azionamento idraulico. Altre particolarità riguardavano la scelta del carrello d'atterraggio, semiretrattile, caratterizzato dalle ruote che sporgevano di 10 in (25,4 Cm) sotto le ali per consentire, in caso di avaria del sistema, un appontaggio con danni minimi, ed il lungo abitacolo a tre posti in tandem racchiuso da un grande tettuccio, dotato di una fitta finestratura simile ad una serra, che occupava quasi metà della lunghezza del velivolo. La postazione anteriore era riservata al pilota, il mitragliere di coda che svolgeva anche compiti di operatore radio sedeva all'ultimo posto mentre quello centrale era occupato dal puntatore. Durante un bombardamento, il puntatore scivolava sotto la postazione del pilota e, in posizione prona, controllava l'approssimarsi dell'obiettivo attraverso una finestra nella parte inferiore della fusoliera, utilizzando un sistema di puntamento Norden.
Il normale armamento offensivo del TBD consisteva in un siluro aviolanciato Bliss-Leavitt Mk 13 da 1 200 lb (540 kg) o una singola bomba da 1 000 lb (454 kg). In alternativa era equipaggiato con tre bombe ad uso generale da 500 lb (227 kg), agganciate una sotto ogni ala ed una sotto la fusoliera, o un carico di 12 bombe a frammentazione da 100 lb (45,4 kg) ciascuna, che potevano essere agganciate, sei per lato, sotto ogni ala. Questo carico bellico venne spesso utilizzato negli attacchi ad obiettivi giapponesi sulle Isole Gilbert e Marshall nel 1942. L'armamento difensivo consisteva in una mitragliatrice M1919 Browning calibro .30 in (7,62 mm) montata su supporto brandeggiabile a disposizione del mitragliere posteriore integrata da una seconda fissa in caccia montata sul lato destro della cappottatura del motore, o una calibro. 30 in (7,62 mm) o una più pesante M2 Browning calibro .50 in (12,7 mm).
La propulsione era affidata ad un motore Pratt & Whitney R-1830-64 Twin Wasp, un radiale 14 cilindri a doppia stella raffreddato ad aria in grado di erogare una potenza pari a 850 hp (630 kW), evoluzione del prototipo Pratt & Whitney XR-1830-60/R-1830-1 da 800 hp (600 kW). Altre differenze, rispetto al prototipo del 1935, consistevano in una cappottatura NACA dal diverso disegno e l'innalzamento del tetto della cabina di pilotaggio per migliorare la visibilità.
Il tettuccio originale adottato dall'XTBD, piatto nella parte superiore, venne sostituito nella versione di serie da uno più bombato.
Le prove sostenute presso le NAS Anacostia e Norfolk tra il 24 aprile ed il 24 novembre 1935 furono facilmente superate, con l'unica richiesta espressa dai piloti collaudatori della U.S. Navy riguardante il miglioramento della visibilità del pilota. Dopo aver completato brillantemente un successivo test di lancio siluri, il prototipo venne trasferito sulla USS Lexington per la certificazione per l'uso imbarcato. Le prove di volo in condizioni operative continuarono fino al 1937 con i primi due esemplari di serie trattenuti dall'azienda costruttrice esclusivamente destinati ad un ciclo di test.
Il Bureau of Aeronautics (BuAer) emise un ordine per la fornitura di 129 esemplari e, a partire dal 1937, cominciò ad assegnare i TBD alle portaerei USS Saratoga, Enterprise, Lexington, Wasp, Hornet, Yorktown e Ranger. Nel periodo prebellico i TBD vennero impiegati nella formazione degli equipaggi ed in altre attività operative, avvicinandosi gradualmente al termine della loro vita operativa con la pianificazione della conversione di almeno un esemplare ad aereo da traino bersagli. Dal 1940 la U.S. Navy era consapevole che le prestazioni del modello risultavano oramai sorpassate rispetto ai caccia e bombardieri in dotazione alle forze aeree delle altre nazioni; era quindi pianificata la sua sostituzione, tuttavia quando gli Stati Uniti d'America si trovarono costretti ad entrare attivamente nella seconda guerra mondiale i TBD risultavano ancora in servizio anche se l'affaticamento subito aveva ridotto il loro numero a poco più di 100 unità. La U.S. Navy, dalla fine del 1941, modificò il suo sistema di designazione introducendo nomi popolari, così il TBD venne ridesignato TBD Devastator, anche se tra gli equipaggi rimaneva comunemente indicato con il soprannome "torpecker".

## Impiego operativo

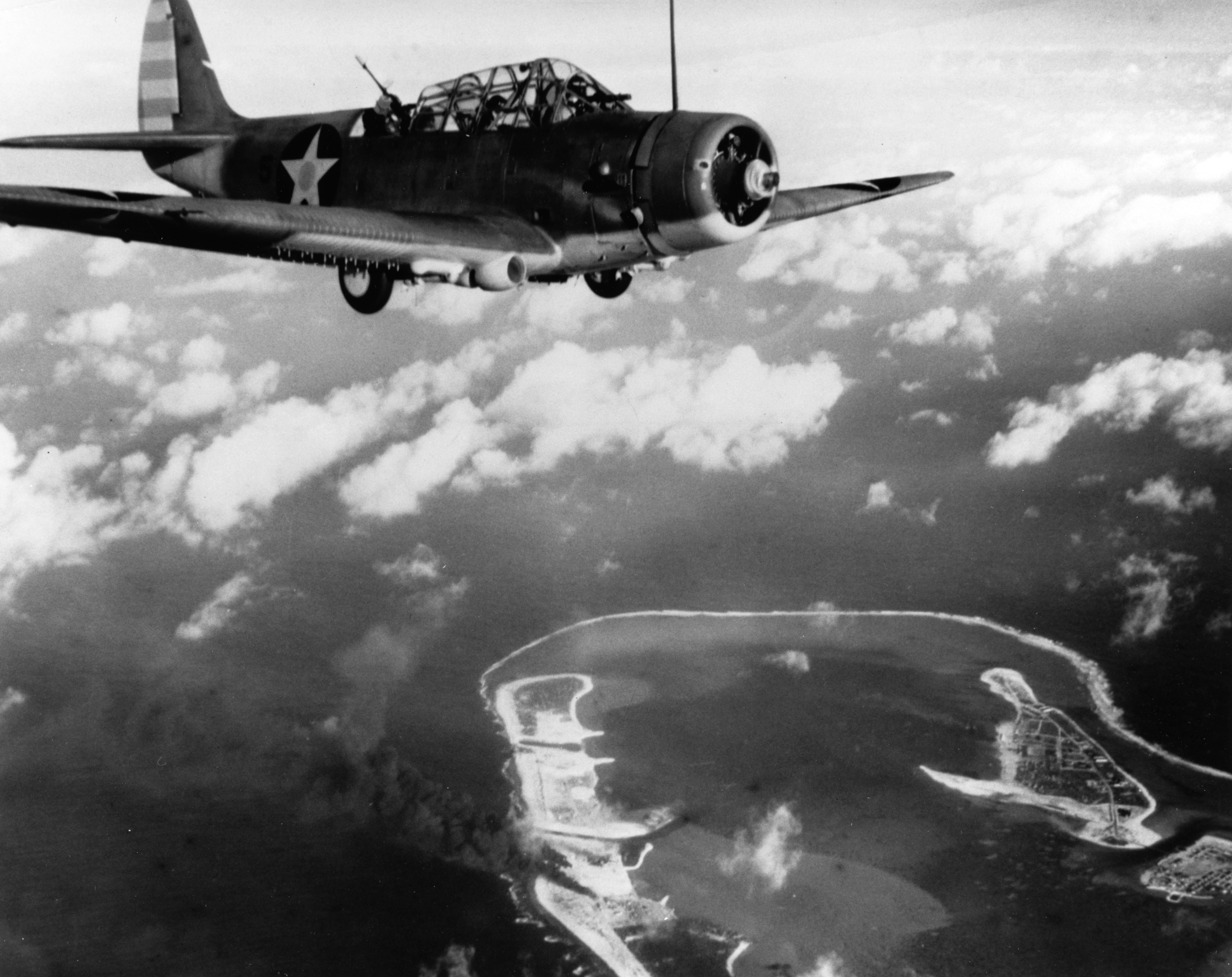
Un TBD del VT-6 dopo l'attacco su Wake, 24 febbraio 1942.

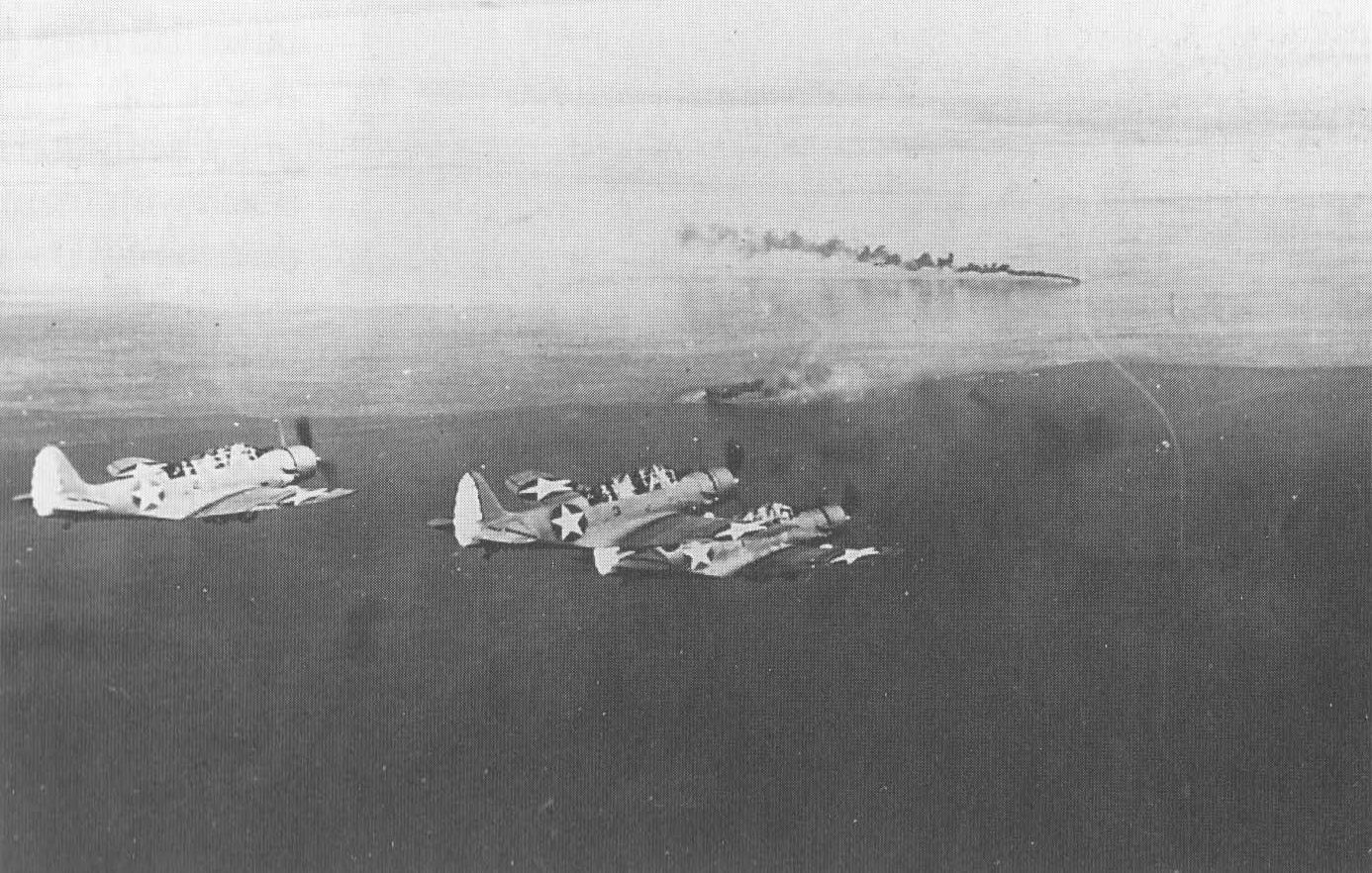
Un gruppo di TBD del VT-5 in volo sopra il golfo di Huon, 10 marzo 1942.

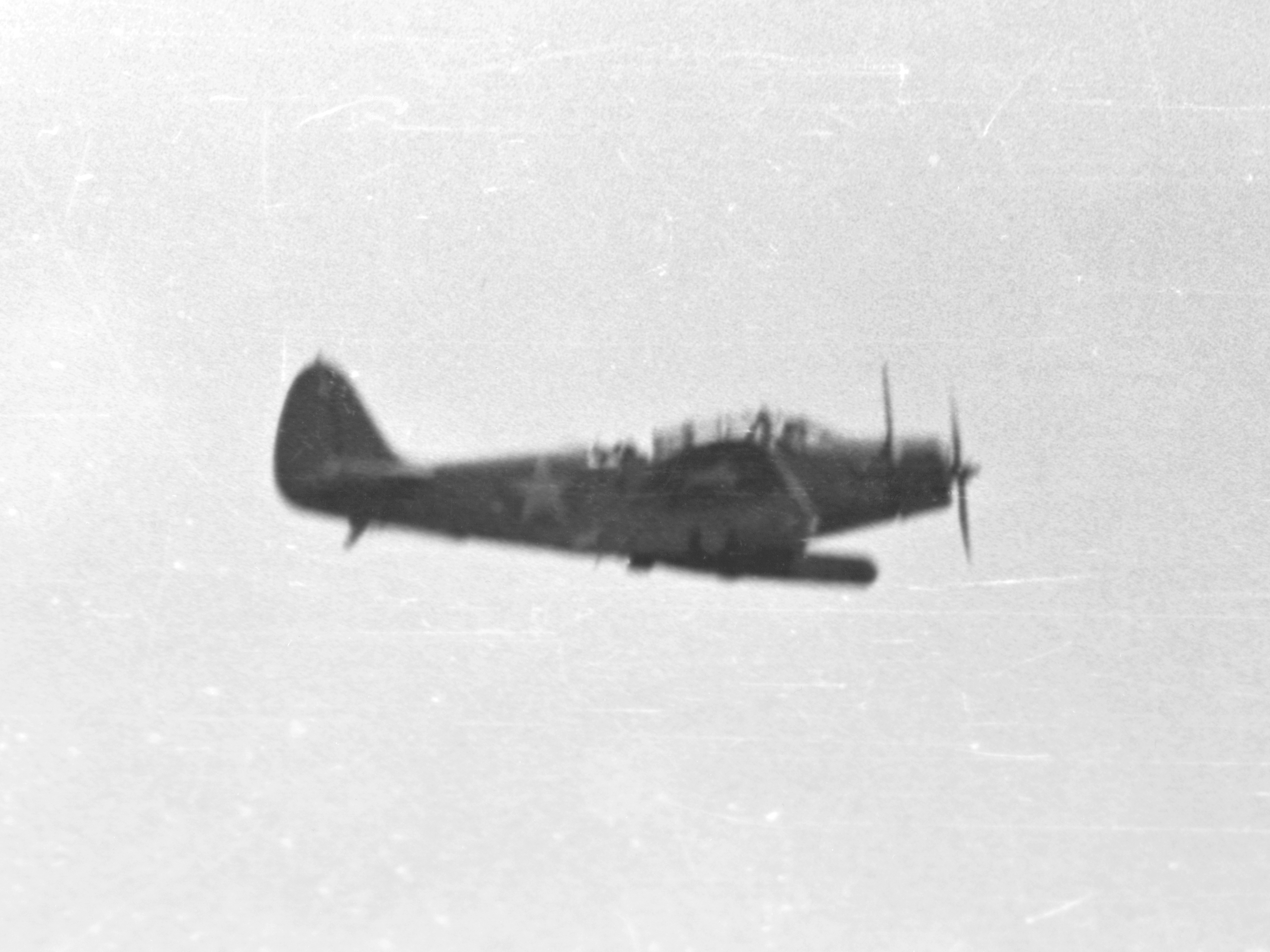
UN TBD-1 del VT-3 sulla rotta di intercettazione della flotta giapponese a Midway.

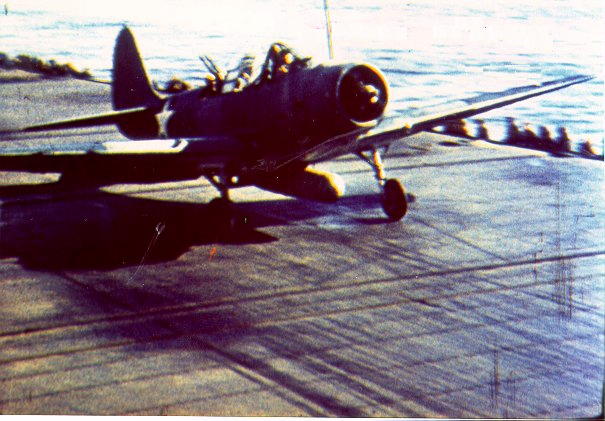
Il "T-16" del VT-8 (BuNo 1506, LCDR John C. Waldron, Horace F. Dobbs CRMP) in fase di decollo dalla, 4 giugno 1942.

Nei primi giorni della guerra del Pacifico, il TBD riuscì a dare una buona prova delle proprie capacità tra il febbraio e marzo 1942, durante gli attacchi portati delle portaerei USS Enterprise e USS Yorktown agli obiettivi situati sulle isole Marshall e Gilbert, sulla Wake e Marcus mentre il 10 marzo i TBD partiti dalla USS Yorktown e dalla USS Lexington colpivano un convoglio della Marina imperiale giapponese al largo della Nuova Guinea. Durante la battaglia del Mar dei Coralli i TBD parteciparono all'affondamento della portaerei Shōhō del 7 maggio mentre, il giorno seguente, non furono altrettanto efficaci fallendo nel tentativo di colpire la Shōkaku.
Un'indagine riuscì a stabilire che la responsabilità era dovuta al malfunzionamento dei siluri Mark 13 i quali, pur avendo visivamente constatato il raggiungimento dell'obiettivo, non riuscirono a far detonare la carica esplosiva. Inoltre tendevano a navigare ad una profondità maggiore di quella impostata. Per correggere il problema fu necessario attendere più di un anno; cosicché questo durante la Battaglia di Midway, del 4 giugno 1942, non era ancora stato risolto.
A Midway, un totale di 41 TBD, la maggioranza di quelli ancora operativi, decollarono dalle USS Hornet, Enterprise e Yorktown per attaccare la flotta giapponese. Le missioni non risultarono però ben coordinate, in parte perché il contrammiraglio Raymond Spruance ordinò di attaccare le portaerei nemiche immediatamente dopo averle individuate piuttosto che spendere del tempo per organizzare un attacco ben coordinato coinvolgendo i diversi tipi di velivoli a disposizione, caccia, bombardieri ed aerosiluranti, con lo scopo di prevenire un contrattacco giapponese verso le portaerei statunitensi. I TBD decollati dalla Hornet e dall'Enterprise persero contatto con i loro caccia di scorta iniziando l'attacco senza la loro protezione.
In quell'occasione il TBD si rivelò una trappola mortale per i propri equipaggi: lento e scarsamente manovrabile, dotato di un armamento difensivo basato su una mitragliatrice leggera e una corazzatura altrettanto leggera in relazione agli armamenti dell'epoca; la sua velocità di approccio in fase di bombardamento era di sole 200 miglia orarie  (322 km/h), il che li rendeva una facile preda per i caccia e per le armi difensive delle unità della flotta imperiale. Inoltre il siluro non poteva essere rilasciato a velocità superiori a 115 mph (185 km/h). Il profilo di missione richiedeva un attacco con approccio portato su una lunga linea retta, rendendo l'aereo vulnerabile, e la bassa velocità del velivolo li ha resi facili obiettivi per i Mitsubishi A6M Zero. Del gruppo di attacco solo quattro TBD riuscirono a fare ritorno all'Enterprise, nessuno all'Hornet e due alla Yorktown, e in quell'occasione nessun siluro riuscì a raggiungere l'obbiettivo.
Tuttavia il loro sacrificio non fu del tutto inutile, in quanto diversi TBD riuscirono a portarsi a breve distanza dai rispettivi obiettivi prima di sganciare i propri siluri: essendo comunque abbastanza vicini per essere in grado di mitragliare le navi nemiche e costringere le portaerei giapponesi ad eseguire delle manovre evasive. Inoltre, quel giorno, le azioni degli equipaggi dei TBD dirottarono la copertura aerea giapponese in un'altra posizione. Questa finestra venne sfruttata a vantaggio del successivo arrivo dei bombardieri in picchiata Douglas SBD Dauntless comandati dai Lieutenant Commander C. Wade McClusky e Max Leslie, e tre delle quattro portaerei giapponesi furono irreparabilmente danneggiate poco più tardi.
Dopo le pesanti perdite a Midway la U.S. Navy ritenne necessario ritirare il TBD dalla prima linea, tanto più che ne erano sopravvissuti solamente 39 esemplari. Questi rimasero brevemente in servizio nel teatro dell'Oceano Atlantico e, come aereo da addestramento, nei reparti di formazione fino al 1944. Il prototipo originale finì la sua carriera preso la NAS Norman, Oklahoma, e l'ultimo TBD rimasto nell'U.S. Navy venne usato dal comandante della Fleet Air Activities-West Coast. Quando il suo TBD venne messo a terra nel novembre 1944, non ne erano rimasti altri. Dalle documentazioni in possesso agli storici dell'aviazione nessun esemplare risulta essere sopravvissuto alla fine della guerra e non è noto se ne esista ancora qualche esemplare sconosciuto.
In realtà, rispetto ai Devastator, i nuovi TBF Avengers risultarono similmente inefficaci già nel 1942, perdendo a Midway cinque su sei esemplari senza ottenere alcun obiettivo colpito. L'unico successo degli Avengers nel corso del 1942 fu ottenuto contro la portaerei leggera Ryujo e la nave da battaglia Hiei Nella fase iniziale della Guerra del Pacifico la scarsa efficacia degli aerosiluranti in dotazione alla US Navy era da attribuire in generale alla vulnerabilità di questa tipologia di velivolo contro il fuoco antiaereo ed i caccia di difesa sommata all'inesperienza dei piloti statunitensi e dal mancato coordinamento con la copertura da parte dei caccia di scorta, così come dai seri malfunzionamenti ai siluri i cui difetti di progettazione vennero scoperti e corretti solamente alla fine del 1943. Fu necessario creare una superiorità aerea statunitense, un migliore coordinamento in fase di attacco ed una maggiore esperienza da parte dei piloti prima che gli Avengers fossero in grado di adempiere con successo il proprio ruolo nelle successive battaglie contro le forze di superficie giapponesi.
Dopo la debacle a Midway, i TBD Devastator sopravvissuti nel VT-4 e VT-7 rimasero in servizio per breve tempo prima di essere rispediti negli Stati Uniti continentali dove gli esemplari vennero relegati a compiti di formazione per piloti e meccanici o distrutti ed incendiati per la formazione degli addetti antincendio. Dalla fine del 1944, non risulta alcun TBD Devastator nell'inventario US Navy.

## Versioni
XTBD-1
prototipo equipaggiato con un motore radiale XR-1830-60 da 800 hp (600 kW), realizzato in un solo esemplare.
TBD-1
versione di produzione in serie, equipaggiata con un radiale R-1830-64 da 850 hp (630 kW) e realizzata in 129 esemplari.
TBD-1A
conversione idrovolante a scarponi di un TBD-1.

## Utilizzatori
Stati Uniti
- United States Navy
- United States Marine Corps

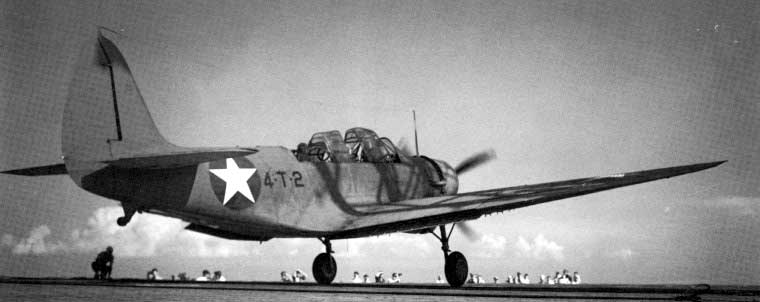
Un TBD-1 del VT-4 in fase di decollo dalla portaerei nel 1942.

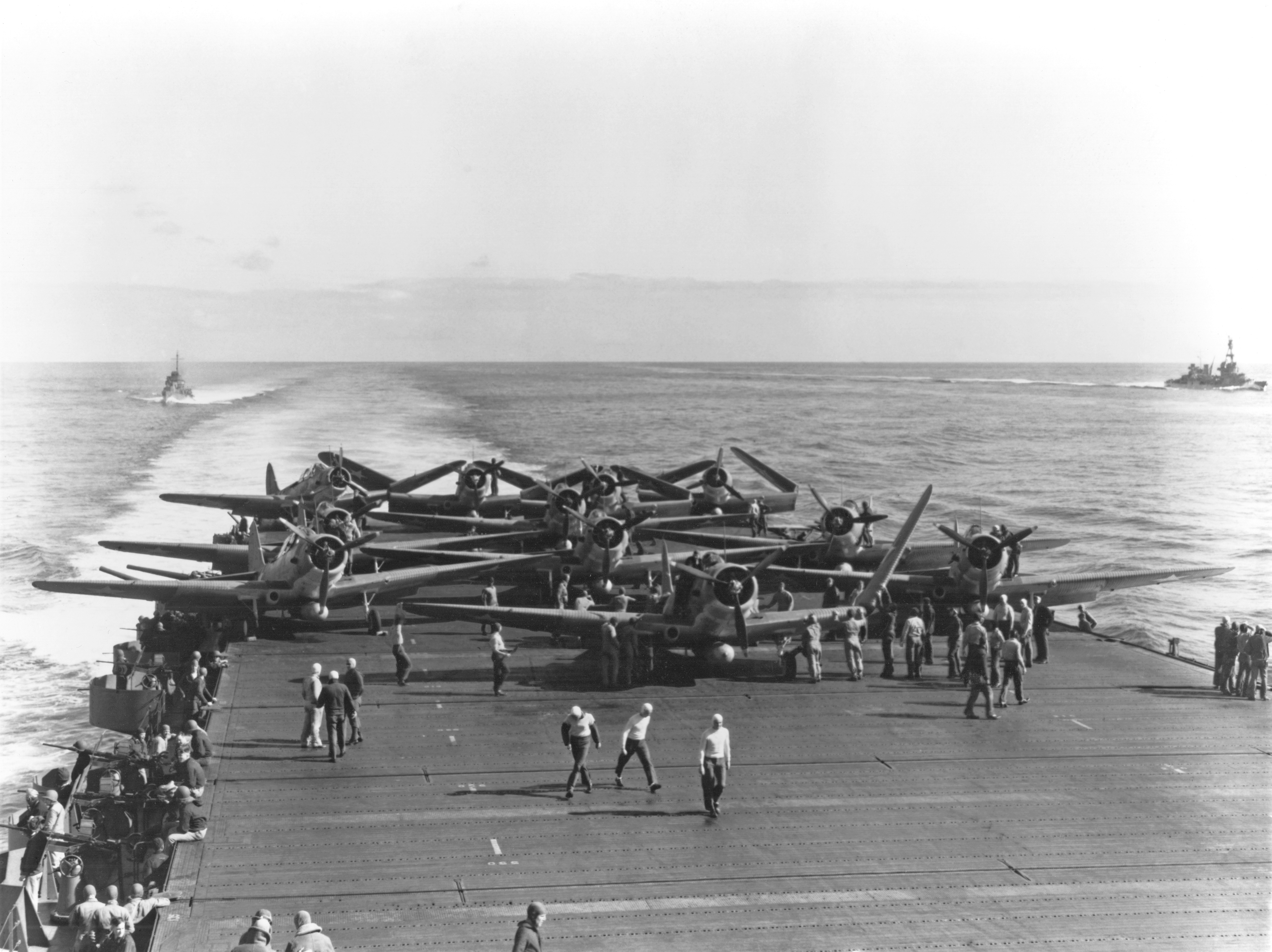
TBD del VT-6 di stanza sulla portaerei durante la Battaglia delle Midway.

  - VMS-2 operò con un singolo Devastator, BuNo. 1518, dal 26 marzo al 5 giugno 1941, ricevuto dal VT-3.

## Velivoli comparabili
- Fairey Barracuda
- Nakajima B5N
- Nakajima B6N
- TBF Avenger

### Annotazioni
1. ↑  La Hiei era stata comunque messa fuori servizio la sera prima.

### In inglese
- Adcock, Al. TBD Devastator in Action, Aircraft Number 97. Carrollton, TX: Squadron/Signal Publications Inc., 1989. ISBN 0-89747-231-4.
- Buell, Thomas B. The Quiet Warrior: A Biography of Admiral Raymond A. Spruance. Annapolis, MD: US Naval Institute Press, 1987. ISBN 978-0-87021-562-9.
- Cressman, Robert B. et al. A Glorious Page in Our History: The Battle of Midway, 4–6 June 1942. Missoula, MT: Pictorial Histories Publishing Company, 1990. ISBN 978-0-929521-40-4.
- "Devastator...The Not-so-Devastating TDB-1". Air International, March 1990, Vol 38 No 2. pp. 148–156. ISSN 0306-5634.
- Dolan, Edward F. Jr. Hollywood Goes to War. London: Bison Books, 1985. ISBN 0-86124-229-7.
- Doll, Thomas E. The Douglas TBD Devastator, Aircraft in Profile Number 171. Leatherhead, Surrey, UK: Profile Publications Ltd., 1967. No ISBN.
- Doll, Thomas E. SB2U Vindicator in action, Aircraft Number 122. Carrollton, TX: Squadron/Signal Publications Inc., 1992. ISBN 0-89747-274-8
- Drendel, Lou. U.S. Navy Carrier Bombers of World War II. Carrollton, TX: Squadron/Signal Publications Inc., 1987. ISBN 0-89747-195-4.
- Ginter, Steve. Douglas TBD-1 Devastator, Naval Fighters Number Seventy-one. Simi Valley, California: Ginter Publishing Company, 2006. ISBN 0-942612-71-X.
- (EN) Bill Gunston, The Encyclopedia of the World's Combat Aircraft: A Technical Directory of Major Warplanes from World War 1 to the Present Day, New York:, Chartwell Books, Inc., 1976, ISBN 0-89009-054-8.
- Hardwick, Jack and Ed Schnepf. "A Viewer's Guide to Aviation Movies". The Making of the Great Aviation Films, General Aviation Series, Volume 2, 1989.
- Jackson, B.R. and Thomas E. Doll. Douglas TBD-1 "Devastator", Aero Series 23. Fallbrook, CA: Aero Publishers, 1973. ISBN 0-8168-0586-5.
- Kinzey, Bert. U.S. Navy and Marine Aircraft of World War II, Part 1: Dive and Torpedo Bombers. Northbrook, Illinois: Revell-Monogram, LLC, 2003. ISBN 0-9709900-5-7.
- Lawson, Robert and Barrett Tillman. U.S. Navy Dive and Torpedo Bombers of WWII. St. Paul, MN: MBI Publishing Company, 2001. ISBN 0-7603-0959-0.
- Mondey, David. "Douglas TBD Devastator." The Hamlyn Concise Guide to American Aircraft of World War II. London: Bounty Books, 2006. ISBN 0-7537-1460-4.
- Nowicki, Jacek. Douglas TBD Devastator - SBD Dauntless (Wydawnictwo Militaria 119) (in Polish). Warszawa, Poland: Wydawnictwo Militaria, 2000. ISBN 83-7219-074-7.
- Orriss, Bruce. When Hollywood Ruled the Skies: The Aviation Film Classics of World War II. Hawthorne, California: Aero Associates Inc., 1984. ISBN 0-9613088-0-X.
- Parshall, Jonathan B. and Anthony P. Tully. Shattered Sword: The Untold Story of the Battle of Midway. Washington, DC: Potomac Books, 2005. ISBN 1-57488-923-0.
- Taylor, John W.R. "Douglas TBD Devastator". Combat Aircraft of the World from 1909 to the Present. New York: G.P. Putnam's Sons, 1969. ISBN 0-425-03633-2.
- Tillman, Barrett. "Go in and get a hit!: The Navy's last combat torpedo bombers." Airpower, Volume 3, No. 4, July 1973.
- Tillman, Barrett. TBD Devastator Units of the U.S. Navy, Combat Aircraft Vol. 20. Oxford, UK: Osprey Publishing, 2000. ISBN 1-84176-025-0.
- Tillman, Barrett and Robert L. Lawson. U.S. Navy Dive and Torpedo Bombers of WWII. St. Paul, Minnesota: MBI Publishing Company, 2001. ISBN 0-7603-0959-0.
- Winchester, Jim. "Douglas TBD Devastator." Aircraft of World War II (The Aviation Factfile). Kent, UK: Grange Books plc, 2004. ISBN 1-84013-639-1.